# Harlan Ellison
Harlan Jay Ellison (n. 27 mai 1934, Cleveland, Ohio, SUA – d. 28 iunie 2018, Los Angeles, California, SUA) a fost un scriitor și antologator american. Genul lui principal este ficțiunea speculativă. Lucrările sale publicate includ peste o mie de povestiri scurte, nuvele, scenarii, piese pentru televiziune, eseuri, o gamă largă de critici care acoperă literatură, filmul, televiziunea și presa scrisă. El a fost redactor și autor a două antologii Viziuni periculoase și Again, Dangerous Visions. Harlan Ellison a castigat numeroase premii - mai multe premii pentru literatura imaginativă (ficțiune) decât oricare alt autor în viață - inclusiv multiple premii Hugo, Nebula și Edgar.

### Romane și nuvele
- Web of the City (1958) (publicat prima oară cu titlul Rumble)
- The Man With Nine Lives (1960) (titlul preferat al autorului este The Sound of a Scythe)
- Spider Kiss (1961) (publicat prima oară cu titlul Rockabilly)
- Doomsman (1967)
- Un băiat și câinele său (1969) (realizat pentru un film)
- The Starlost#1: Phoenix Without Ashes (1975)
- All the Lies That are My Life (1980)
- Run for the Stars (1991)
- Mefisto in Onyx (1993)

### Colecții de povestiri
- A Touch of Infinity (1958)
- The Deadly Streets (1958)
- Sex Gang (1959) (sub pseudonimul Paul Merchant)
- Children of the Streets (1961) (titlu original The Juvies)
- Gentleman Junkie and Other Stories of the Hung-Up Generation (1961)
- Ellison Wonderland (1962) (altă denumireEarthman, Go Home!)
- Paingod and Other Delusions (1965)
- I Have No Mouth, and I Must Scream (1967)
  - Povestirea titulară a fost tradusă ca „N-am gură și trebuie să urlu” de Ion Doru Brana și a apărut în revista String nr. 1 din 1990.
- From the Land of Fear (1967)
- Love Ain't Nothing But Sex Misspelled (1968)
- The Beast that Shouted Love at the Heart of the World (1969)
  - Povestirea titulară a fost tradusă ca „Fiara care-și striga iubirea spre inima lumii” de Ioan Robu în Helion 1991, String 2 din 1990
- Over the Edge (1970)
- Alone Against Tomorrow (1971)
- Partners in Wonder (1971) (colaborare cu alți 14 scriitori)
- Approaching Oblivion (1974)
- Deathbird Stories (1975)
  - Povestirea „Deathbird” a fost tradusă ca „Pasărea morții” de M. D. Pavelescu în Jurnalul SF 65 din 1994

- No Doors, No Windows (1975)
- Strange Wine (1978)
- Shatterday (1980)
- Stalking the Nightmare (1982)
- Angry Candy (1988)
- Mind Fields (1994) (33 povestiri inspirate din arta lui Jacek Yerka)
- Slippage (1997)
- Troublemakers (2001)

Povestirea „The Sky Is Burning” a apărut ca Ziua în care arde cerul în Zona crepusculară nr. 1 din 1991

## Premii SF
- Hugo 1966 și Nebula 1965, pentru textul Căiește-te Arlechin! spuse domnul Tic-Tac[37] (Repent, Harlequin! Said the Ticktockman)
- Hugo 1968, pentru povestirea N-am gură și trebuie să urlu (I Have No Mouth and I Must Scream)
- Nebula 1969, pentru nuvela Un băiat și câinele său (A Boy and His Dog)
- Hugo 1969, pentru povestirea Fiara ce-și striga iubirea spre inima lumii (The Beast that Shouted Love at the Heart of the World). Povestirea a fost tradusă ca „Fiara” în revista String nr. 2 din 1990[38]
- Hugo 1974, pentru nuveleta Pasărea morții
- Hugo 1975, pentru nuveleta În derivă în largul insulițelor Langerhans... (Adrift Just of the Islets of Langerhans, Latitude 38°54’N, Longitude 77°00’13’’W)
- Hugo 1978 și Nebula 1977, pentru povestirea Jefty
- Hugo 1986, pentru nuveleta Paladinul orei pierdute (Paladin of the Lost Hour).